# Apolipoprotéine E

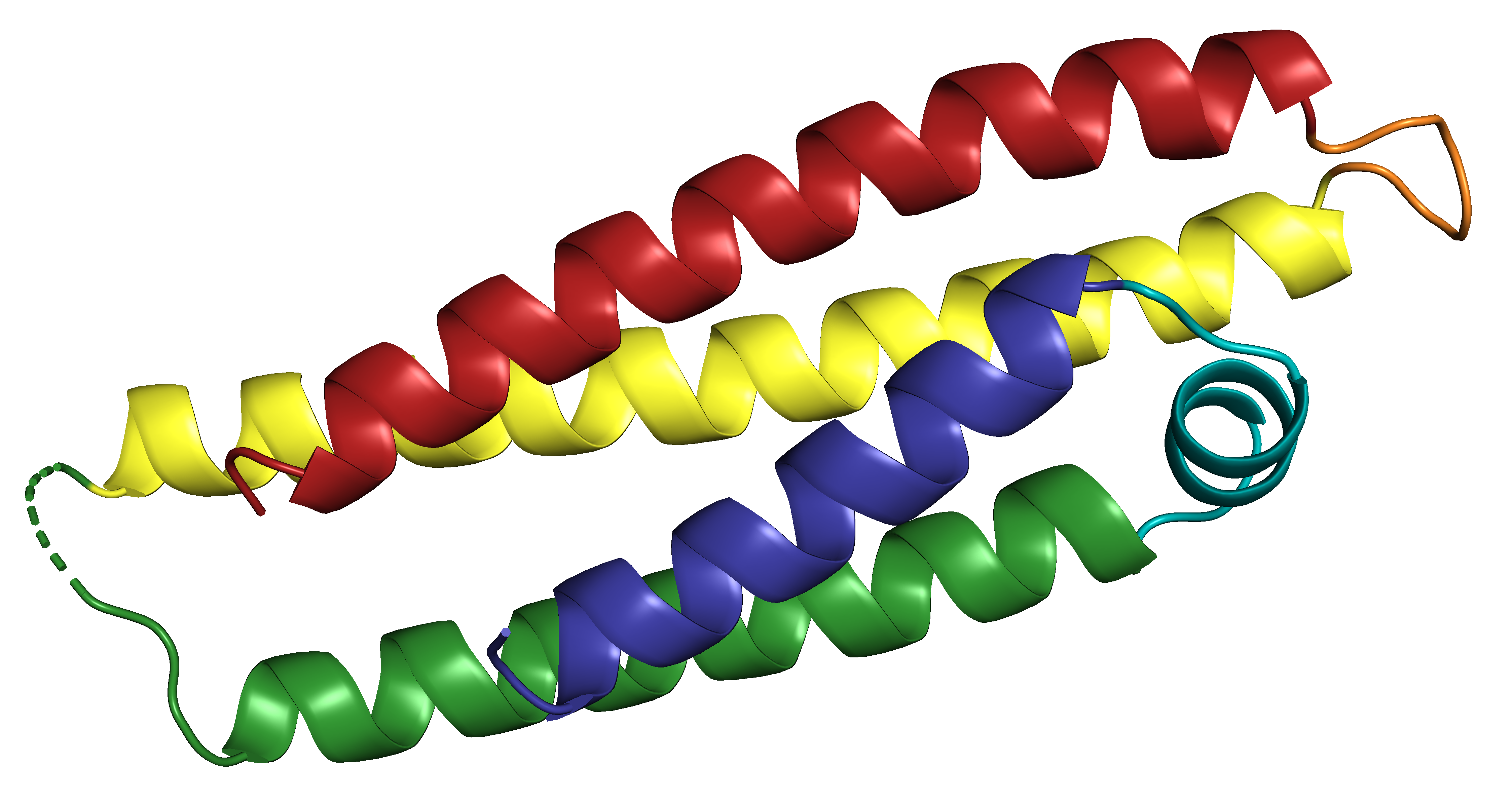
Un modèle structurel du fragment 22k de l'apolipoprotéine E4

L'Apolipoprotéine E (ApoE) est une classe d'apolipoprotéines que l'on retrouve dans les chylomicrons et les lipoprotéines de densité intermédiaire (IDL) et qui se lie spécifiquement à des récepteurs spécifiques sur les hépatocytes et les cellules périphériques. Elle est essentielle au catabolisme (la destruction métabolique normale) des constituants des lipoprotéines riches en triglycérides.  
De par leur fonction de transporteurs de lipides, les apolipoprotéines E sont essentielles à l'entretien et au remodelage des membranes neuronales sur le site des connexions entre les synapses et les dendrites. L'importance neurologique des ApoE est illustrée par les troubles engendrés par leur malfonction : une variante génétique d'ApoE, l'ApoE4, a tendance à prendre une forme tridimensionnelle aberrante et pathologique et est associée à l'apparition précoce, la vitesse de progression et la gravité des maladies et troubles suivants :
- traumatismes crâniens ;
- accidents vasculaires cérébraux ;
- complications après pontage aorto-coronarien ;
- maladie de Parkinson ;
- sclérose latérale amyotrophique (maladie de Lou Gehrig ou de Charcot) ;
- sclérose en plaques ;
- neuropathie diabétique ;
- apnée du sommeil ;
- maladies à corps de Lewy
- ischémie du système nerveux central ;
- maladie d'Alzheimer (démence)[2].

## Facteur de risque de démence
Le gène de l'ApoE existe sous trois formes (allèles) : APO E2 (7-8 % de la population générale), E3 (75-80 %, la plus fréquente) et E4 (15-15 %). L'allèle E4 est connu comme étant le principal facteur de risque génétique de la forme sporadique (non familiale, la plus fréquente) de la maladie d'Alzheimer et ce principalement en cas d'homozygotie. 
En effet, d'après des études récentes,, le risque des porteurs de la forme hétérozygote E3/E4 (15 % de la population générale) auraient un risque de développer la maladie 3,2 fois supérieur à celui des E3/E3. Les porteurs homozygotes (E4/E4, 2 % de la population générale) auraient quant à eux un risque 11,6 fois supérieur aux E3/E3.
L'allèle E2 serait quant à lui un allèle protecteur, puisque les porteurs E2/E3 auraient un risque de développer la maladie légèrement inférieur aux non-porteurs.